# Конвертовна марка
Конвертовна марка (босн. та хорв. Konvertibilna marka, серб. Конвертибилна марка, код: BAM) — офіційна валюта держави Боснія і Герцеговина. Поділяється на 100 фенінгів (босн.-хорв. fening, серб. фенинг). В обігу перебувають монети номіналом 5, 10, 20, 50 фенінгів та 1, 2, 5 марок і банкноти в 10, 20, 50, 100 та 200 марок.

## Опис
Усі назви походять від німецьких марок і пфенігів відповідно, до яких валюта була спочатку прив'язана у співвідношенні 1:1. Із заміною німецької марки на євро конвертована марка прив'язана до євро у співвідношенні 1,95583 марки до 1 євро.
Введена відповідно до Дейтонської угоди, що ознаменувало кінець Боснійської війни.
У двох частинах країни (Боснійській Федерації і Республіці Сербській) використовують різні банкноти (виняток — банкнота в 200 марок), виконані в одному стилі, але з різним дизайном.
Сьогодні це єдина валюта в обігу яка використовує назву Марка.
Дизайн сучасних банкнот конвертовної марки розробив австрійський графік і дизайнер Роберт Каліна.

## Монети

Сучасні монети номіналом 5, 10, 20, 50 фенінгів та 1 марка (Аверс)
Сучасні монети номіналом 5, 10, 20, 50 фенінгів та 1 марка (Реверс)

## Валютний курс
Конвертовна марка є прив'язаною до євро у співвідношенні 1,95583 марки за євро. Відносно гривні курс марки, станом на 17 березня 2025, становить 0,04324 марки за 1 гривню або 23,13 гривень за 1 марку.